# 湯浦駅
湯浦駅（ゆのうらえき）は、熊本県葦北郡芦北町大字宮崎にある肥薩おれんじ鉄道線の駅。駅番号はOR10。当駅から水俣方の次駅である津奈木駅までは複線となっている。
その津奈木駅とは8.7 km離れており、当路線の中では最も駅間距離が長くなっている。

## 歴史

### 駅名の由来
開業時の地名（葦北郡湯浦村）が由来。
「湯浦」はその地名の通り「湯の湧き出る港」を意味する地名で、古くからこの地に温泉が湧いていることから付けられた地名である。

### 年表
- 1926年（大正15年）9月12日：鉄道省肥薩線（初代）の駅として開設[1]。当時は終着駅であった。
- 1927年（昭和2年）10月17日：鹿児島本線編入により、同線の駅となる。
- 1961年（昭和36年）10月1日：貨物取扱廃止[1]。
- 1966年（昭和41年）9月27日：当駅 - 倉谷信号場（廃止）間が部分複線化。
- 1968年（昭和43年）5月23日：当駅 - 津奈木駅間が複線化。
- 1970年（昭和45年）9月1日：荷物扱い廃止[2]。CTC導入に伴い無人駅化[3]。水俣駅の被管理駅になる。
- 1977年（昭和52年）3月：現駅舎竣工。
- 1987年（昭和62年）4月1日：国鉄分割民営化に伴い、JR九州の駅となる[1]。
- 2004年（平成16年）3月13日：九州新幹線部分開業に伴う鹿児島本線（八代駅 - 川内駅間）経営移管により、肥薩おれんじ鉄道の駅となる[4]。

## 駅構造

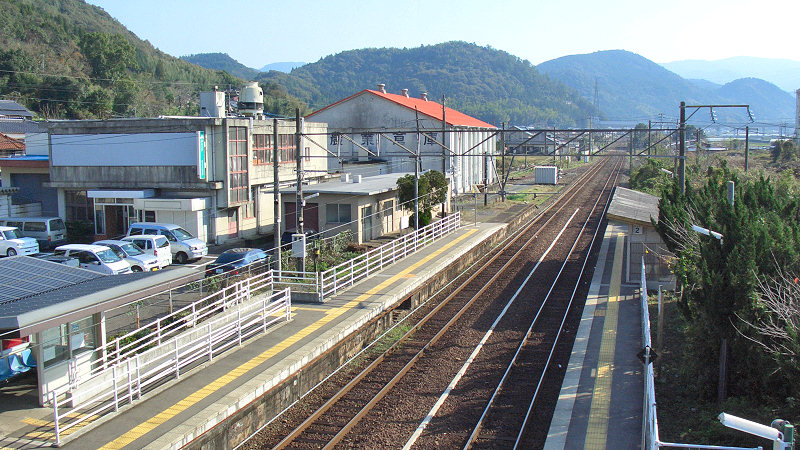
構内

相対式ホーム2面2線を有する地上駅。駅舎は無いが、コンクリート造り簡易駅舎（待合所）が設置される。無人駅となっている。かつては木造駅舎で有人駅であった。無人駅化後の1977年に簡易駅舎に建て替えられた後も簡易委託駅として出札窓口が設置され、駅係員が朝から夕方まで乗車券や定期券を発売していたが、JR時代の晩年はそれも無くなり、完全無人駅になっていた。

### のりば
| のりば | 路線                | 方向 | 行先                   | 備考 |
| ------ | ------------------- | ---- | ---------------------- | ---- |
| 1      | ■肥薩おれんじ鉄道線 | 下り | 水俣・出水方面         |      |
| 2      | ■肥薩おれんじ鉄道線 | 上り | 佐敷・八代・新八代方面 |      |

- 駅舎とは反対側の2番ホーム側に裏口があり、湯浦の中心地への近道となっている。また、九州新幹線開業による第三セクター移行が決まっていたためか、九州旅客鉄道（JR九州）時代末期には駅名標が錆びたままとなっていた。これは近くの海浦駅、袋駅等も同様である。
- 2番ホームの待合所には、国鉄時代から使われている駅名標が残っている。

## 利用状況
| 1日乗降人員推移 | 1日乗降人員推移 |
| 年度            | 1日平均人数     |
| --------------- | --------------- |
| 2011年          | 243             |
| 2012年          | 199             |
| 2013年          | 174             |
| 2014年          | 168             |
| 2015年          | 168             |
| 2016年          | 157             |
| 2017年          | 155             |
| 2018年          | 190             |
| 2019年          | 156             |

## 駅周辺
周辺は住宅が建ち並んでいる。また、北側は湯浦温泉の温泉街である。
- 芦北町役場湯浦出張所
- 湯浦郵便局
- 芦北町湯浦運動公園
- 芦北町立湯浦中学校
- 芦北町立湯浦小学校
- 芦北町立星野富弘美術館
- 湯の香橋（くまもとアートポリス参加プロジェクト）

### バス路線
「ヘルシーパーク芦北前」停留所や「栫（）」停留所にて、産交バス（水俣営業所）の路線が発着する。
- 水俣産交 / 道の駅たのうら

かつては駅前（湯の浦駅前）からも産交バスが発着していた。当駅前からは佐敷駅、佐敷車庫、社教センター入口、古石、長崎、百木、水俣産交（大崎・平国経由）と様々な行先の路線バスが発着していたが、古石、長崎、百木方面は2011年5月31日限り、水俣、佐敷方面も2015年9月30日限りで廃止され、現在は駅前からは廃止代替バスである「あしきたふれあいツクールバス」の発着のみで、定期路線バス発着は無い。

## 隣の駅
肥薩おれんじ鉄道
■肥薩おれんじ鉄道線
佐敷駅（OR09） - 湯浦駅（OR10） - *（倉谷信号場） - 津奈木駅（OR11）
*打消線は廃止信号場